# Nicole Mosconi
Pour les articles homonymes, voir Mosconi.
Nicole Mosconi, née le 2 juin 1942 à Paris et morte le 6 février 2021 dans la même ville, est une philosophe et professeure en sciences de l'éducation de l'université Paris-Nanterre. Spécialiste des questions de genre en éducation, elle devient membre du comité de direction de l'Institut Émilie du Châtelet à sa création en 2006.

## Biographie
Nicole Mosconi, née Aubineau, est élève de l'école normale supérieure de Sèvres (L1961)  et agrégée de philosophie. Elle soutient en 1986 une thèse de doctorat, intitulée « La mixité dans l'enseignement secondaire : un faux-semblant ? » à l'université Paris-Nanterre, sous la direction de Gilles Ferry. Elle est professeure de philosophie en lycée, puis est détachée comme assistante à l'université en 1984, nommée maîtresse de conférences en 1990. Elle soutient une habilitation universitaire intitulée « Savoir, rapport au savoir et différence des sexes » en 1992, et est élue professeur de sciences de l'éducation en 1994. Elle devient professeure émérite en 2007.

## Activités de recherche
Nicole Mosconi participe, avec Jacky Beillerot et Claudine Blanchard-Laville, à l'animation de l'axe de recherche « Savoirs et rapport au savoir »  du Centre de recherches éducation et formation (CREF, EA 1589) de Nanterre, dans une perspective socio-clinique qui associe sciences sociales et psychanalyse. Un dialogue s'instaure avec l'équipe Escol (Bernard Charlot, Élisabeth Bautier et Jean-Yves Rochex), de l'université Paris 8, qui privilégie une approche davantage psychologique et sociologique,, dialogue auquel Nicole Mosconi contribue sur le plan épistémologique. L'équipe de recherche de Nanterre publie trois livres sur le rapport au savoir : Savoir et rapport au savoir (1989), Pour une clinique du rapport au savoir (1996) et Formes et formation du rapport au savoir (2000).
Elle s'intéresse particulièrement aux rapports sociaux de sexe et à la façon dont ils se combinent avec d'autres facteurs, notamment sociaux, pour  influencer les expériences scolaires et le rapport au savoir des élèves et des étudiants, contribuant selon cette auteure, à « “fabriquer” les différences de cursus scolaires, universitaires et professionnels ». Ses recherches s'intéressent notamment à la façon dont les enseignants, « sans doute à leur insu, tendent à “positionner” différemment filles et garçons », faisant l'hypothèse que la perpétuation de « schémas de pensée qui divisent et hiérarchisent les sexes et les disciplines » a une « influence sur la manière dont les élèves constituent — ou modifient — leur “rapport au savoir” », et se traduit dans « leurs résultats scolaires comme dans leurs orientations ».

## Activités éditoriales et responsabilités institutionnelles
Elle est cofondatrice en 2006 et membre du comité de direction de l'Institut Émilie-du-Châtelet, puis siège au comité en tant qu'experte après sa retraite. Elle est membre du conseil d’administration de l'Association nationale des études féministes (1998-2008).
Elle est membre du comité de rédaction de la revue Recherche & formation, du comité de rédaction de la revue Travail Genre et Sociétés, membre du comité éditorial de la Revue GEF et membre au comité de lecture de la revue Carrefours de l'éducation depuis 1998. 
Elle meurt à Paris le 6 février 2021

## Publications

### Ouvrages
- La mixité dans l'enseignement secondaire, un faux-semblant ?, Paris, Puf, coll. « Pédagogie d'aujourd'hui », 1989, 281 p.  (ISBN 9782130423270)
- Femmes et savoirs. La société, l’école et la division sexuelle des savoirs, Paris, l’Harmattan, coll. « savoir et formation », 1994[18].
- (dir.) Égalité des sexes en éducation et formation, Paris, Puf, 1998, coll. « Éducation et formation/Biennales de l'éducation et de la formation »  (ISBN 9782130491507)[19]
- (dir.) avec Jean-Pierre Pourtois, Plaisir, souffrance, indifférence en éducation, Paris, Puf, coll. « Éducation et formation/Biennales de l'éducation et de la formation », 2002, 256 p.  (ISBN 978-2-13-052609-4)
- (dir.) avec Jacky Beillerot, Traité des sciences et des pratiques de l’éducation, Paris, Dunod, 2006  (ISBN 9782100717019).
- Genre et éducation des filles : Des clartés de tout  (préf. Alain Vergnioux), L'Harmattan, coll. « Pédagogie : crises, mémoires », 2017, 210 p. (ISBN 978-2-343-11109-4)[20].
- De la croyance à la différence des sexes, Pepper / L'Harmattan, 2016, 294 p.  (ISBN 2343091978)
- (éd.) Jacky Beillerot et les sciences de l'éducation, L'Harmattan, coll. « Savoir et formation », 2017, 212 p.  (ISBN 978-2-343-11865-9)

### Ouvrages collectifs
- Savoir et rapport au savoir, J. Beillerot, A. Bouillet, C. Blanchard-Laville, N. Mosconi, P. Obertelli (dir.), Éditions universitaires, 1989.
- Pour une clinique du rapport au savoir, J. Beillerot, C. Blanchard-Laville, N. Mosconi (dir)., L'Harmattan, 1996
- Formes et formation du rapport au savoir, N. Mosconi, J. Beillerot, C. Blanchard-Laville (dir), L'Harmattan, 2000
- Autobiographie de Carl Rogers. Lectures plurielles, collectif « Savoirs et rapport au savoir », L’Harmattan, 2003

## Distinctions
- 2015 : chevalier de la Légion d'honneur[21]